# Diecéze Amadassa
Diecéze Amadassa je titulární diecéze římskokatolické církve.

## Historie
Amadassa, nacházející se v dnešním Turecku, je starobylé biskupské sídlo v někdejší římské provincii Frýgie Salutaris.
Známe dva biskupy této starobylé diecéze; Paulus, který se roku 451 zúčastnil Chalkedonského koncilu a Leontius, který se zúčastnil roku 553 Druhého konstantinopolského koncilu.
Dnes je diecéze využívána jako titulární biskupské sídlo; v současné době nemá svého titulárního biskupa.

## Seznam biskupů
- Paulus (zmíněn roku 451)
- Leontius (zmíněn roku 553)

## Seznam titulárních biskupů
- Francesco Tiburzio Roche, S.J. (1953–1955)
- François-Xavier Lacoursière, M. Afr. (1956–1970)